# 2004 XP14
2004 XP14 je planetka patřící do Apollonovy skupiny. Její dráha však prozatím není definitivně stanovena, proto jí nebylo dosud přiděleno katalogové číslo.

## Popis objektu
Vzhledem k tomu, že byla pozorována pouze krátce po objevu, nestihli astronomové provést spektroskopický výzkum. Proto o jejím chemickém složení není nic známo. Její průměr je odhadován na základě hvězdné velikosti a protože není známo ani albedo jejího povrchu, je proto značně nejistý.

## Historie
Planetku objevili 10. prosince 2004 kolem 11:01 světového času (UTC) na Lincoln Laboratory ETS v rámci programu LONEOS jednometrovým dalekohledem s CCD kamerou astronomové M. Blythe, F. Shelly, M. Bezpalko, R. Huber, L. Manguso, D. Torres, R. Kracke, M. McCleary, H. Stange a A. Milner. Následujícího den, kdy byl objev nahlášen do střediska pro malé planety (MPC), tento objekt pozorovali také čeští astronomové z observatoře na Kleti. Při zpracování výsledků polohových měření z prvního dne Laboratoře proudového pohonu (JPL) v Pasadeně zjistila, že existuje možnost srážky této planety se Zemí v průběhu 21. století. K podobným závěrům také dospělo středisko NEODys. Dne 20. prosince 2004 dokonce obě střediska zvýšila klasifikaci na turínské stupnici na hodnotu 1, tzn. planetka byla zařazena do seznamu těles vyžadujících zvýšenou pozornost, protože z výpočtů vyplývala vysoká pravděpodobnost její kolize se Zemí v roce 2077. Když však byla získána další data, hned následujícího dne se ukázalo, že toto nebezpečí ve skutečnosti nehrozí, a klasifikace v turínské škále opět klesla na hodnotu 0.
Poté, co 9. ledna 2005 byla škrtnuta ze seznamu objektů doporučených zvýšenému zájmu, byla sledována jen sporadicky. Poslední pozorování se tehdy uskutečnilo 16. března 2005 z observatoře na Mt. John. Zahrnutí těchto dat definitivně potvrdilo, že až do konce 22. století od ní bezprostřední nebezpečí pro Zemi nehrozí.
Ze znalosti elementů dráhy planetky vyplynulo, že minimální vypočítaná vzdálenost mezi její drahou a dráhou Země činí 269 tis. km. Dne 3. července 2006 v 04:25 UTC však proletěla kolem naší planety ve vzdálenosti 432 308 km. I velmi nepatrná odchylka v geometrii tohoto průletu se může projevit značnou změnou elementů následné heliocentrické dráhy. Vzhledem k tomu byla tato planetka ponechána v seznamu potenciálně nebezpečných těles.

## Výhled do budoucnosti
Podle dosavadních předpokladů se má do konce tohoto století přiblížit k Zemi celkem desetkrát. Nejvýznamnější přiblížení nastanou v roce 2019 (11 mil. km), 2047 (9 mil. km), 2060 (7,8 mil. km) a 2061 (5,1 mil. km).